# Control (2007)
Control ist ein biografischer Film über Ian Curtis (1956–1980), den Sänger der englischen Post-Punk-Band Joy Division. Er basiert auf dem Buch Touching from a Distance von Curtis’ Witwe Deborah und ist das Spielfilm-Regiedebüt des zuvor vor allem als Musikfotograf mit einer eigenen Bildsprache in Erscheinung getretenen Niederländers Anton Corbijn.

## Handlung
Der Film skizziert das Leben des jungen, charismatischen, aber innerlich zerrissenen Musikers Ian Curtis, des Kopfes von Joy Division, einer bedeutenden englischen Band, die den Übergang vom Punkrock Ende der 1970er / Anfang der 1980er Jahre zum Post-Punk in Großbritannien mitgestaltete, bis zu seinem Tod durch Suizid am Vorabend des Aufbruches zur ersten Amerika-Tournee.

## Konzept
Das Drehbuch basiert teilweise auf dem Buch Touching From a Distance von Curtis’ Witwe Deborah, die auch Co-Produzentin des Films ist. Der Film stellt nicht die Verfilmung des Buches dar, denn für die Abfassung des Drehbuches wurden ergänzende Gespräche mit damals Beteiligten geführt, zu denen auch Annik Honoré zählt. Sie war damals die Geliebte von Curtis und hatte sich zuvor nie zu den Geschehnissen geäußert.
Der Film Control ist das Filmdebüt von Star-Fotograf Anton Corbijn, der vorher stilprägende Videos unter anderem für Depeche Mode, Nirvana, U2 und Herbert Grönemeyer, der in einer Szene als Arzt zu sehen ist, gedreht hat. Den Part von Ian Curtis übernimmt der weitgehend unbekannte Sam Riley. Die zweifach Oscar-nominierte Schauspielerin Samantha Morton spielt Deborah Curtis, und Annik Honoré wird von Alexandra Maria Lara dargestellt.
Dass Corbijn für seinen ersten Spielfilm die Vita des tragischen Sängers wählte, ist nicht ganz zufällig. Die erste Plattenveröffentlichung von Joy Division veranlasste den damals jungen Fotografen, seinerseits den Kontakt zur Gruppe zu suchen und letztlich dorthin zu gehen, wo seiner Auffassung nach „die Musik“ stattfand.
Der Film eröffnete am 17. Mai 2007 die 39. Ausgabe der Director’s Fortnight, eines unabhängigen Teils der Filmfestspiele von Cannes, der von der Gesellschaft der französischen Regisseure organisiert wird, und bekam durchweg positive Kritiken. Anton Corbijn präsentierte seinen Film im Rahmen der Cologne Conference am 28. September 2007 als deutsche Festivalpremiere in Köln; am 10. Januar 2008 startete der Film synchronisiert und als OmU mit 46 Kopien gut in den deutschen Kinos und landete auf Platz 14 der meistgesehenen Filme mit 25.000 Zuschauern am ersten Wochenende.

## Auszeichnungen
- Preis als bester europäischer Film der Filmfestspiele von Cannes
- Caméra d’Or – Mention spéciale der Filmfestspiele von Cannes
- Award als bester neuer britischer Film beim Edinburgh International Film Festival
- Award für Sam Riley für die beste Darstellung in einem britischen Film beim Edinburgh International Film Festival
- TV-Spielfilmpreis des internationalen Fernseh- und Filmfestes Cologne Conference in Köln
- Preis der Hamburger Filmkritik auf dem Filmfest Hamburg
- Carl Foreman Award für Matt Greenhalgh (Drehbuch) bei den British Independent Film Awards, Nominierung für den Film und Samantha Morton

## Zitat
“This picture about Joy Division’s Ian Curtis is one of the most beautiful movies ever made about rock ’n’ roll.”

## Soundtrack
Der Soundtrack, der am 1. Oktober 2007 veröffentlicht wurde, enthält unter anderem drei neue Songs von New Order, ein Cover von Transmission, gespielt von den Schauspielern selbst, und eine Coverversion der Band The Killers von Shadowplay.
Vollständige Tracklist (auf CD veröffentlicht):
1. "Exit" – New Order
2. "What Goes On" – The Velvet Underground
3. "Shadowplay" – The Killers
4. "Boredom (Live)" – Buzzcocks
5. "Dead Souls" – Joy Division
6. "She Was Naked" – Supersister
7. "Sister Midnight" – Iggy Pop
8. "Love Will Tear Us Apart" – Joy Division
9. "Problems (Live)" – Sex Pistols
10. "Hypnosis" – New Order
11. "Drive In Saturday" – David Bowie
12. "Evidently Chickentown" – John Cooper Clarke
13. "2H.B." – Roxy Music
14. "Transmission" – Control-Schauspieler (cast version)
15. "Autobahn" – Kraftwerk
16. "Atmosphere" – Joy Division
17. "Warszawa" – David Bowie
18. "Get Out" – New Order

im Film (in der Reihenfolge der Präsentation):
1. "Drive-in Saturday" – David Bowie
2. "2H.B." – Roxy Music
3. "The Jean Genie" – David Bowie
4. "Sister Midnight" – Iggy Pop
5. "Problems" (live) – Sex Pistols
6. "No Love Lost" – Joy Division
7. "Evidently Chicken Town" – John Cooper Clarke
8. "Leaders Of Men" – „Joy Moviesion“*
9. "Boredom" – The Buzzcocks
10. "Digital" – „Joy Moviesion“*
11. "Transmission" – „Joy Moviesion“*
12. "Insight" – „Joy Moviesion“*
13. "She's Lost Control" – „Joy Moviesion“*
14. "Candidate" – „Joy Moviesion“*
15. "Love Will Tear Us Apart" – Joy Division
16. "Isolation" – „Joy Moviesion“*
17. "Dead Souls" – „Joy Moviesion“*
18. "What Goes On" – Velvet Underground
19. "Disorder" – „Joy Moviesion“*
20. "Atmosphere" – Joy Division
21. "Shadowplay" – The Killers

- „Joy Moviesion“ sind die Schauspieler.

## Trivia
Als Ian Curtis gegen Ende des Films alleine in seiner Wohnung sitzt, schaut er sich im Fernseher den Film Stroszek von Werner Herzog aus dem Jahre 1976 an. Curtis war ein großer Fan des deutschen Regisseurs Herzog gewesen.

## Kritiken
- Ulrike Schröder schrieb in TV Digital #1 vom 28. Dezember 2007, dass der Film eine melancholische Hommage an ein tragisches Genie sei, von der jedes Bild – so in edlem Schwarz-Weiß gehalten – ein Poster sein könnte.

## Rezensionen
- Lost in Transmission, Intro.De, 5. Dezember 2007.
- Tödlicher Spagat, Zeit online, 6. Januar 2008.
- Anfälle von Genie, Spiegel Online, 9. Januar 2008.
- Der Rebell, der aus der Wohnküche kam, Die Zeit, 10. Januar 2008.